# Yi-Fu Tuan
Yi-Fu Tuan (tradicionalni kineski 段義孚; Tientsin, Kina, 5. prosinca 1930.), kinesko-američki geograf.
Tuan je rođen 1930. u Tientsinu, Kina kao sin diplomata iz srednje klase i kao dio iz obrazovane klase u tadašnjoj Republici Kini.
Tuan je pohađao University College, London, a diplomirao je na Sveučilištu u Oxfordu stekavši titulu bakalaureusa 1951. i magistra 1955. godine. Odande je otišao u Kaliforniju radi nastavka svojeg geografskog obrazovanja. Doktorski stupanj stekao je 1957. na Sveučilištu u Kaliforniji, Berkeley.

## Kasnija karijera
Iz Novog Meksika Tuan se prvo doselio u Toronto između 1966. – 1968. podučavajući na Sveučilištu u Torontu. Kasnije je postao redoviti profesor na Sveučilištu u Minnesoti 1968. godine. Ondje se počeo fokusirati na sustavnu humanističku geografiju. Sadržaj antropogeografije opisuje u svojim razmišljanjima o "slavama i bijedama ljudskog postojanja, vidljivih na ulicama kao i na fakultetima".
Nakon četrnaest godina na Sveučilištu u Minnesoti preselio se u Madison, Wisconsin, navodivši prijeteću kob krize srednjih godina koja se naposljetku pokazala blagom. Tuan je 1998. godine završio svoju profesionalnu karijeru na Sveučilištu u Wisconsinu, Madison.
Danas je Yi-Fu Tuan umirovljeni profesor emeritus na Sveučilištu u Wisconsinu, Madison. Drži mnoga predavanja, a nedavno je objavio knjigu s naslovom Place, Art and Self. Živi u Wisconsinu.

## Definicije prostora/vremena
U djelu Space and Place : The Perspective of Experience Tuan tvrdi kako prostor zahtjeva gibanje s jednog mjesta na drugo. Slično tome, mjesto traži prostor da bi bilo mjesto. Stoga su ove dvije ideje međusobno zavisne.

## Izabrana bibliografija
- Coming Home to China. 2007. University of Minnesota Press, Minneapolis, MN. ISBN 0816649928
- Place, Art, and Self.  2004. University of Virginia Press, Santa Fe, NM, in association with Columbia College, Chicago, IL. ISBN 1930066244.
- Dear Colleague: Common and Uncommon Observations. 2002. University of Minnesota Press, Minneapolis, MN. ISBN 0816640556.
- Who am I? : An Autobiography of Emotion, Mind, and Spirit.  1999. University of Wisconsin Press, Madison, WI. ISBN 0299166600.
- Escapism. 1998. Johns Hopkins University Press, Baltimore, MD. ISBN 0801859263.
- Cosmos and Hearth: A Cosmopolite's Viewpoint.  1996. University of Minnesota Press, Minneapolis, MN. ISBN 0816627304.
- Passing Strange and Wonderful: Aesthetics, Nature, and Culture. 1993. Island Press, Shearwater Books, Washington, DC. ISBN 1559632097.
- Morality and Imagination: Paradoxes of Progress. 1989. University of Wisconsin Press, Madison, WI. ISBN 0299120600.
- The Good Life. 1986. University of Wisconsin Press, Madison, WI. ISBN 0299105407.
- Dominance and Affection: The Making of Pets. 1984. Yale University Press, New Haven, CT. ISBN 0300032226.
- Segmented Worlds and Self: Group Life and Individual Consciousness. 1982. University of Minnesota Press, Minneapolis, MN. ISBN 0816611092.
- Landscapes of Fear. 1979. Pantheon Books, New York, NY. ISBN 0394420357.
- Space and Place: The Perspective of Experience 1977. University of Minnesota Press, Minneapolis, MN. ISBN 0816608083.
- Topophilia: a study of environmental perception, attitudes, and values 1974. Prentice-Hall, Englewood Cliffs, NJ. ISBN 0139252487.
- The Climate of New Mexico. 1973. State Planning Office, Santa Fe, NM.
- Man and Nature. 1971. Association of American Geographers, Washington, DC. Resource paper #10.
- China. 1970. In "The World's Landscapes". Harlow, Longmans. ISBN 0582311535.

## Vanjske poveznice
- Mrežne stranice Yi-Fua Tuana.
- Članak iz Milwaukee Journal Sentinel o profesoru preuzet 24. lipnja 2007.